# Chok wangun
Le plat nommé chok wangun est un plat du Cachemire à base d’aubergines, également connu sous le nom hindi de khatte baingan (खट्टे बैंगन, littéralement « aubergines acides ») dans le reste de l'Inde.

## Ingrédients et préparation
Des aubergines braisées sont ajoutées à une sauce faite de chili en poudre, de gingembre, d’ase fétide et de clous de girofle. En fin de cuisson, du jus de tamarin est ajouté pour donner à ce plat sa saveur particulière.

## Variation
À Mumbai et dans le reste du Maharashtra, ce plat est souvent servi dans une version qui ajoute du sucre, d’où son nom de khatte mithe baingan (littéralement « aubergines aigre-douces » en hindi).